# Rio Nima II
Rio Nima II é um rio centro-americano da Guatemala.